# SN 2009jy
SN 2009jy – supernowa typu Ic odkryta 14 października 2009 roku w galaktyce NGC 3208. W momencie odkrycia miała maksymalną jasność 17,00m.